# Hvideruslands rigsvåben
Hvideruslands rigsvåben blev indført efter en folkeafstemming 1995.
På trods af at hviderusserne deler en særskilt etnisk identitet og sprog, havde de aldrig tidligere en politisk suverænitet før 1991, undtagen i en kort periode i 1918, hvor den kortvarige hviderussiske Folkerepublik brugte rytteren som sit emblem. De unikke hviderussiske nationale symboler blev først skabt som et resultat af de hviderussiske territoriers fremmede styre af Preussen, Polen, Litauen og Rusland indtil det 20 århundrede.

## Den hviderussiske socialistiske sovjetrepublik
| Periode     | Rigsvåben |
| ----------- | --------- |
| 1330        |           |
| 1432        |           |
| 1575        |           |
| 1918        |           |
| 1919 - 1927 |           |
| 1927 - 1937 |           |
| 1943        |           |
| 1949 - 1991 |           |

## Republikken Hviderusland
| Periode     | Rigsvåben |
| ----------- | --------- |
| 1991 - 1995 |           |